# 聖巴勃羅-德利佩斯

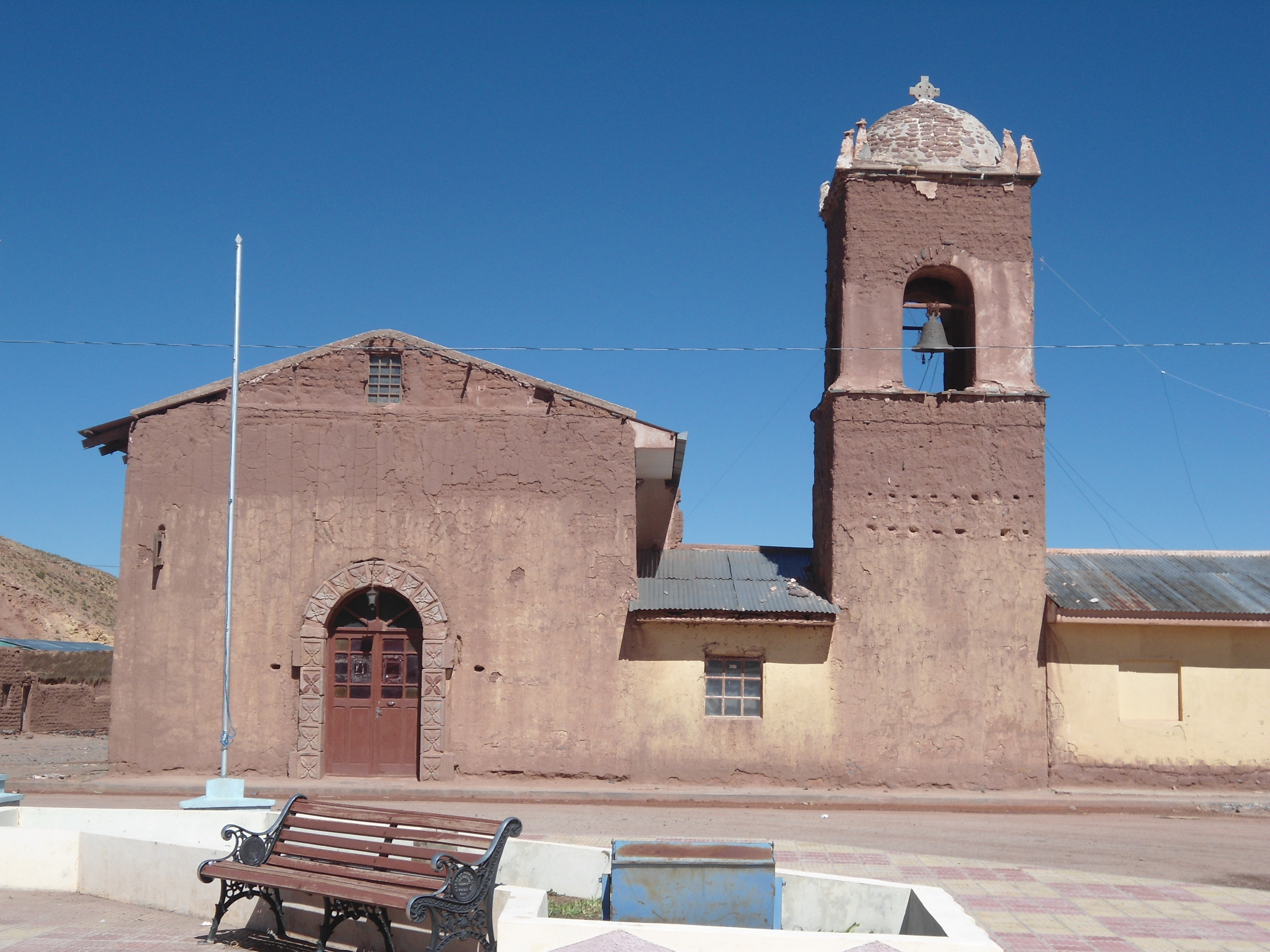
教堂

聖巴勃羅-德利佩斯（西班牙語：San Pablo de Lípez），是玻利維亞西南部波托西省南利佩斯县的市鎮，并为该县的县府所在地。處於阿爾蒂普拉諾高原，海拔高度4,240米，每年平均降雨量170毫米，2012年人口数量为3,371人。
21°41′S 66°38′W / 21.683°S 66.633°W